# Shibuya
Shibuya (jap. 渋谷区 Shibuya-ku) – jeden z 23 specjalnych okręgów (dzielnic) japońskiej stolicy, Tokio. W powszechnym znaczeniu nazwa Shibuya odnosi się do części handlowo-rozrywkowej wokół stacji Shibuya (Shibuya-eki), jednej z najbardziej ruchliwych i zatłoczonych.

## Opis
Shibuya jest jedną z najbardziej kolorowych i popularnych dzielnic Tokio, pełną sklepów, domów towarowych (głównie korporacji Tokyu i Seibu), restauracji, klubów nocnych, a także hoteli miłości (rabu-hoteru). Jest też centrum mody, kultury młodzieżowej.
Dzielnica zajmuje powierzchnię 15,11 km². W 2020 r. mieszkało w niej 244 067 osób, w 149 012 gospodarstwach domowych  (w 2010 r. 204 753 osoby, w 123 718 gospodarstwach domowych).
Stacja Shibuya i przylegający do niej rejon przechodzą gruntowną przebudowę, która zajmie wiele lat. Powstało tu kilka nowych budynków, mieszczących biura, hotele, teatry, wystawy, sklepy, bary i restauracje. Są to: Shibuya Hikarie (oddany do użytku w 2012 r.), Shibuya Stream (2018), Shibuya Scramble Square (2019). Kolejne wieżowce będą budowane do czasu zakończenia wszystkich prac, to znaczy do około 2028 roku. Do generalnego remontu w 2023 roku przewidziane jest także dobrze znane, odgrywające od lat ważną rolę, centrum kultury o nazwie Bunkamura (dosł. „wioska kultury”). Składa się ono z sali koncertowej, teatru, dwóch kin, muzeum sztuki oraz kilku sklepów i restauracji. Ponadto, zostanie zmieniony i ulepszony układ ruchu pieszego tego otoczenia stacji.
Przed stacją Shibuya znajduje się pomnik psa rasy akita, który znany jest w Japonii jako chūken Hachikō czyli „wierny pies Hachikō”. Przez 10 lat, w latach 1925–1935, przychodził on każdego dnia i czekał przed stacją na swojego pana, który zmarł. Historia ta została ukazana m.in. w filmie pt. Mój przyjaciel Hachiko. Placyk wokół pomnika jest popularnym miejscem umówionych spotkań.

## Galeria

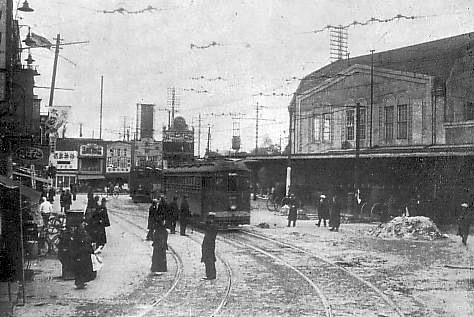
Stacja Shibuya przed wojną
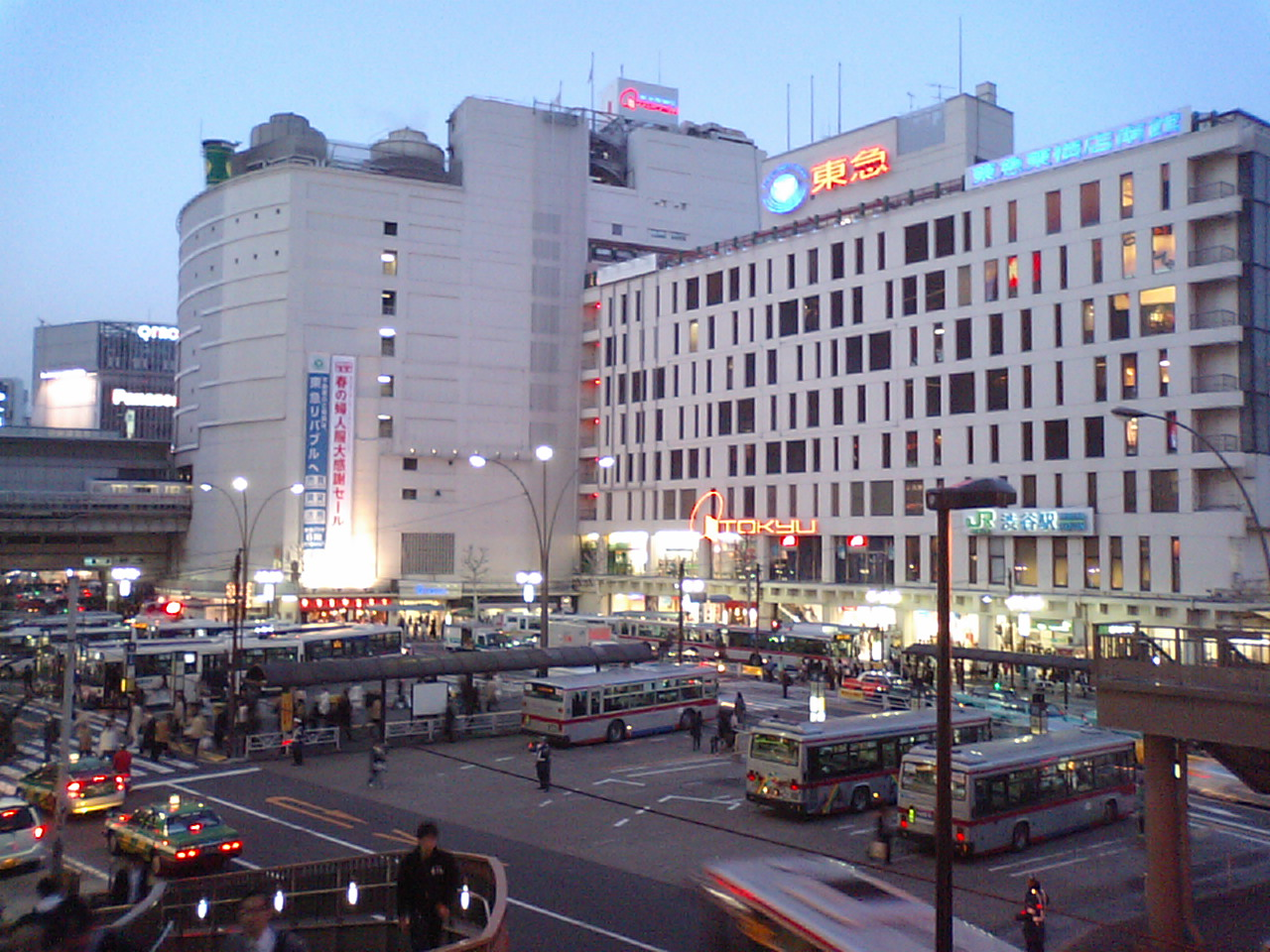
Stacja Shibuya (obecnie) i dom towarowy Tokyu
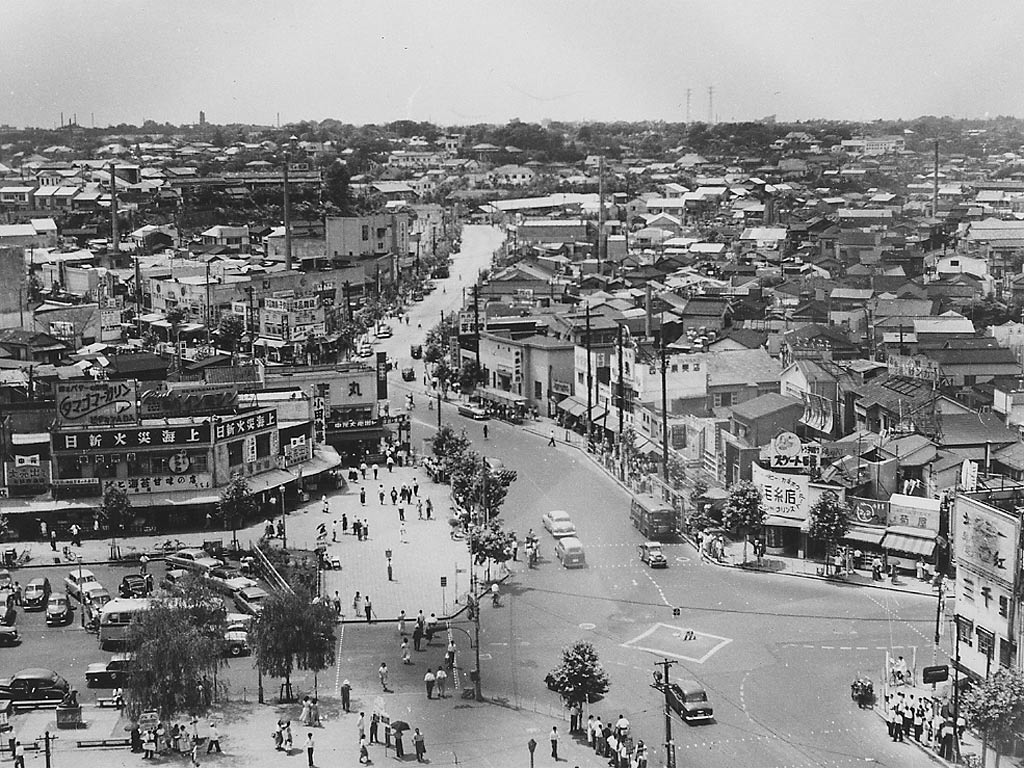
Shibuya Scramble Crossing (1952), w lewym, dolnym rogu pomnik Hachiko
- Shibuya Scramble Crossing obecnie